# Église Saint-Pierre de Nonneville d'Aulnay-sous-Bois
L'église Saint-Pierre est une église catholique située au 52 rue de Reims à Aulnay-sous-Boisdans le département de la Seine-Saint-Denis au nord-est de Paris.

## Histoire
Mentionnée en 1209 et existant encore au XVIIIe siècle, se trouvait à Aulnay une chapelle dédiée à saint Jean-Baptiste. Elle fut rattachée à la fin du XVIIIe siècle à la paroisse de Saint-Sulpice. En 1920, une nouvelle église est élevée en 1952 sur l'emplacement de cette ancienne chapelle, et dédicacée par Mgr Audrain.

## Description
C'est un édifice rectangulaire à chevet plat. La nef est possède en façade un clocher-mur à une arcade, portant une cloche unique.